# The Turn of the Screw (film 2009)
The Turn of the Screw è un film per la televisione del 2009 diretto da Tim Fywell, parzialmente basato sul romanzo Il giro di vite di Henry James. È stato trasmesso nel Regno Unito su BBC One il 30 dicembre 2009.

## Trama
Londra, 1921. In un ospedale uno psichiatra cerca di aiutare una giovane donna, Ann, che gli racconta cosa è successo alla casa dove lavorava prendendosi cura di due bambini, Miles e Flora, nipoti del proprietario. Dopo aver visto degli strani gesti fatti dai bambini e aver saputo che la governante precedente, Emily Jessel, e il suo amante, Peter Quint, sono morti in strane circostanze, Ann si convince che Miles e Flora siano posseduti dai due spiriti.